# مقاطعة كلينتون (ميشيغان)
مقاطعة كلينتون (بالإنجليزية: Clinton County, Michigan)‏ هي مقاطعة تقع في المنطقة غرب الوسطى في شبه الجزيرة السفلى بولاية ميشيغان في الولايات المتحدة. تأسست سنة 1831، بلغ عدد سكانها 75382 نسمة في تعداد عام 2010 بحسب مكتب تعداد الولايات المتحدة وتصل الكثافة السكانية فيها إلى 44 نسمة/كم2.

## وصلات خارجية
- United States Counties